# Patricio
Flavio Patricio (latino: Flavius Patricius; fl. 500-519) è stato un politico e generale bizantino che combatté contro i Sasanidi nella guerra romano-sasanide del 502-506.

## Biografia
Nativo della Frigia, fu un uomo giusto e leale, ma poco scaltro.
Nel 500 esercitò il consolato con Ipazio come collega. Tra il 500 e il 518 fu magister militum praesentialis. Nel 503 era già in là con gli anni.

### Guerra contro i Sasanidi
Nel maggio 503 fu inviato dall'imperatore Anastasio I, assieme ad Areobindo Dagalaifo Areobindo e allo stesso Ipazio, a comandare le truppe romane contro i Sasanidi. Invase l'Arzazene, prendendo molti prigionieri e distruggendo le infrastrutture difensive; accampatosi con Ipazio e 40.000 uomini nei pressi di Amida, non si mosse malgrado la richiesta di aiuto da parte di Areobindo, impegnato in operazioni nei pressi di Nisibis. Si allontanarono all'inseguimento di alcuni nemici, ma un prigioniero promise loro di tradire Amida e Ipazio e Patricio tornarono alla città, senza però riuscire a prenderla. Nell'agosto di quell'anno attaccarono e vinsero un gruppo di Eftaliti (Unni bianchi); il grosso dell'esercito sasanide, sotto il comando di Cavedes, li prese di sorpresa e li costrinse a ripiegare su Samosata. Questa sconfitta e il generale cattivo andamento della guerra furono attribuiti all'incapacità di Patricio e Ipazio: solo il secondo, però, fu sollevato dal comando, mentre Patricio rimase al suo posto fino alla fine della guerra.
I Sasanidi avevano il controllo della fortezza frontaliera di Amida, in cui decisero di raccogliere gli armamenti per il resto dell'offensiva. Sentita questa notizia nel gennaio/febbraio 504, Patricio si mosse da Melitene, dove il suo esercito stava svernando, e attaccò Amida, catturando un convoglio persiano che portava rifornimenti alla città. Al sopraggiungere dei rinforsi persiani, Patricio arretrò le proprie truppe, per poi attaccare i nemici e sconfiggerli, catturandone i comandanti; infine, pose nuovamente sotto assedio la città. Più tardi, quello stesso anno, il sostituto di Ipazio, Celere, lo raggiunse ad Amida con il grosso delle truppe romane. Patricio riuscì a minare e a far crollare un tratto delle mura cittadine esterne, ma i Persiani aumentarono la vigilanza e il comandante romano non poté proseguire nell'azione. Quando Celere lasciò Amida per attaccare il territorio persiano con il grosso dell'esercito, Patricio rimase ad Amida; qui riuscì a far cadere in una imboscata e ad uccidere il generale Glones e i suoi uomini.
Tra il tardo 504 e l'inizio del 505, le ostilità cessarono: dopo aver organizzato la consegna del riscatto per Amida, Patricio tornò a Melitene.

### Carriera successiva
Gli anni tra il 511 e il 512 furono caratterizzati da roventi scontri teologici nella capitale, Costantinopoli, in cui Patricio fu coinvolto come comprimario. Patricio ospitò nella propria casa gli incontri tra Severo di Antiochia e Giovanni di Claudiopoli; alcuni monaci gli consegnarono un documento per l'imperatore in cui accusavano il patriarca Macedonio II di essere un sostenitore del Nestorianesimo; Celere e Patricio furono anche incaricati di interrogare il patriarca, in quegli anni. Quando nel 512 il popolo di Costantinopoli si ribellò, Patricio e Celere furono inviati a calmarla, ma, accolti con lanci di pietre, dovettero rinunciare.
Nel 513 il generale goto Vitaliano si ribellò contro Anastasio I; poiché il generale goto era amico da lungo tempo di Patricio e della sua famiglia, oltre che suo benefattore, l'imperatore inviò il suo magister militum ad ascoltare le lamentele di Vitaliano quando questi mosse su Costantinopoli. Successivamente, nel 515, Vitaliano attaccò Costantinopoli per la terza volta; Patricio, che aveva ricevuto l'ordine di combatterlo, rifiutò, affermando che una sua eventuale sconfitta contro i Goti avrebbe causato molti sospetti, a causa della sua amicizia col generale nemico.
Nel 518 Anastasio morì, senza lasciare un successore al trono. La guardia cerimoniale di palazzo, gli scholares, scelsero Patrizio come proprio candidato al trono; la guardia dell'imperatore, quegli excubitores che erano gli unici soldati effettivi alla corte imperiale, avevano scelto invece il proprio comandante, salito al trono col nome di Giustino I, per cui la vita di Patricio fu in pericolo: a salvarlo fu il nipote del nuovo imperatore, Pietro Sabbazio, poi sovrano col nome di Giustiniano I.
Il 4 novembre 519 si trovava ad Edessa, per convincere il vescovo Paolo ad accettare le posizioni del concilio di Calcedonia: poiché Paolo rifiutò, Patricio lo mandò in esilio a Seleucia.